# French Open 1995
Die 94. French Open 1995 fanden vom 29. Mai bis zum 11. Juni 1995 in Paris im Stade Roland Garros statt.
Es nahmen in der Hauptrunde jeweils 128 Herren und Damen an den Einzelwettbewerben teil.
Titelverteidiger im Einzel waren Sergi Bruguera bei den Herren sowie Arantxa Sánchez Vicario bei den Damen. Im Herrendoppel waren Byron Black und Jonathan Stark, im Damendoppel Gigi Fernández und Natallja Swerawa die Titelverteidiger. Kristie Boogert und Menno Oosting waren die Titelverteidiger im Mixed.
Im Herreneinzel gewann Thomas Muster seinen ersten und einzigen Grand-Slam-Titel. Im Dameneinzel setzte sich Steffi Graf im Finale gegen die Titelverteidigerin Sánchez Vicario durch. Im Herrendoppel siegten Jacco Eltingh und Paul Haarhuis, im Damendoppel verteidigten Fernández und Swerawa ihren Titel. Den Titel im Mixed gewannen Larisa Neiland und Todd Woodbridge.
Bei diesem Turnier wurden Mats Wilander und Karel Nováček positiv auf Kokain getestet, woraufhin sie später für drei Monate gesperrt wurden.

## Herreneinzel

### Setzliste
| Nr. | Spieler          | Erreichte Runde |
| --- | ---------------- | --------------- |
| 01. | Andre Agassi     | Viertelfinale   |
| 02. | Pete Sampras     | 1. Runde        |
| 03. | Boris Becker     | 3. Runde        |
| 04. | Goran Ivanišević | 1. Runde        |
| 05. | Thomas Muster    | Sieg            |
| 06. | Michael Chang    | Finale          |
| 07. | Sergi Bruguera   | Halbfinale      |
| 08. | Wayne Ferreira   | 3. Runde        |

| Nr. | Spieler             | Erreichte Runde |
| --- | ------------------- | --------------- |
| 09. | Jewgeni Kafelnikow  | Halbfinale      |
| 10. | Magnus Larsson      | Achtelfinale    |
| 11. | Alberto Berasategui | 3. Runde        |
| 12. | Michael Stich       | Achtelfinale    |
| 13. | Jim Courier         | Achtelfinale    |
| 14. | Todd Martin         | 3. Runde        |
| 15. | Richard Krajicek    | 2. Runde        |
| 16. | Marc Rosset         | 2. Runde        |

## Dameneinzel

### Setzliste
| Nr. | Spielerin               | Erreichte Runde |
| --- | ----------------------- | --------------- |
| 01. | Arantxa Sánchez Vicario | Finale          |
| 02. | Steffi Graf             | Sieg            |
| 03. | Mary Pierce             | Achtelfinale    |
| 04. | Conchita Martínez       | Halbfinale      |
| 05. | Jana Novotná            | 3. Runde        |
| 06. | Magdalena Maleewa       | 2. Runde        |
| 07. | Lindsay Davenport       | Achtelfinale    |
| 08. | Gabriela Sabatini       | Viertelfinale   |

| Nr. | Spielerin          | Erreichte Runde |
| --- | ------------------ | --------------- |
| 09. | Kimiko Date        | Halbfinale      |
| 10. | Natallja Swerawa   | 1. Runde        |
| 11. | Anke Huber         | Achtelfinale    |
| 12. | Iva Majoli         | Viertelfinale   |
| 13. | Mary Joe Fernández | 1. Runde        |
| 14. | Amy Frazier        | 3. Runde        |
| 15. | Helena Suková      | 1. Runde        |
| 16. | Naoko Sawamatsu    | 3. Runde        |

## Herrendoppel

### Setzliste
| Nr. | Paarung                             | Erreichte Runde |
| --- | ----------------------------------- | --------------- |
| 01. | Todd Woodbridge Mark Woodforde      | 1. Runde        |
| 02. | Jacco Eltingh Paul Haarhuis         | Sieg            |
| 03. | Grant Connell Patrick Galbraith     | 2. Runde        |
| 04. | Byron Black Jonathan Stark          | 2. Runde        |
| 05. | Jan Apell Jonas Björkman            | 2. Runde        |
| 06. | Jim Grabb Patrick McEnroe           | Viertelfinale   |
| 07. | Jewgeni Kafelnikow Andrei Olchowski | Viertelfinale   |
| 08. | Cyril Suk Daniel Vacek              | 2. Runde        |

| Nr. | Paarung                             | Erreichte Runde |
| --- | ----------------------------------- | --------------- |
| 09. | Jared Palmer Richey Reneberg        | 2. Runde        |
| 10. | Sergio Casal Emilio Sánchez Vicario | 2. Runde        |
| 11. | Trevor Kronemann David Macpherson   | 1. Runde        |
| 12. | Tommy Ho Brett Steven               | Halbfinale      |
| 13. | Alex O’Brien Sandon Stolle          | 2. Runde        |
| 14. | Lan Bale John-Laffnie de Jager      | 1. Runde        |
| 15. | Mark Knowles Jan Siemerink          | Achtelfinale    |
| 16. | Luis Lobo Javier Sánchez            | 1. Runde        |

## Damendoppel

### Setzliste
| Nr. | Paarung                              | Erreichte Runde |
| --- | ------------------------------------ | --------------- |
| 01. | Jana Novotná Arantxa Sánchez Vicario | Finale          |
| 02. | Gigi Fernández Natallja Swerawa      | Sieg            |
| 03. | Meredith McGrath Larisa Neiland      | Achtelfinale    |
| 04. | Nicole Arendt Lindsay Davenport      | Halbfinale      |
| 05. | Patty Fendick Mary Joe Fernández     | Halbfinale      |
| 06. | Amanda Coetzer Inés Gorrochategui    | 1. Runde        |
| 07. | Manon Bollegraf Rennae Stubbs        | Achtelfinale    |
| 08. | Gabriela Sabatini Brenda Schultz     | Achtelfinale    |

| Nr. | Paarung                                 | Erreichte Runde |
| --- | --------------------------------------- | --------------- |
| 09. | Julie Halard Nathalie Tauziat           | Viertelfinale   |
| 10. | Conchita Martínez Patricia Tarabini     | Achtelfinale    |
| 11. | Elna Reinach Irina Spîrlea              | Viertelfinale   |
| 12. | Katrina Adams Zina Garrison-Jackson     | Viertelfinale   |
| 13. | Laura Golarsa Caroline Vis              | Achtelfinale    |
| 14. | Wiltrud Probst Rene Simpson             | 1. Runde        |
| 15. | Jelena Makarowa Jewgenija Manjukowa     | Viertelfinale   |
| 16. | Kristie Boogert Nicole Krijger-Jagerman | Achtelfinale    |

## Mixed

### Setzliste
| Nr. | Paarung                              | Erreichte Runde |
| --- | ------------------------------------ | --------------- |
| 01. | Mark Woodforde Larisa Neiland        | Sieg            |
| 02. | Jonathan Stark Meredith McGrath      | 2. Runde        |
| 03. | Cyril Suk Gigi Fernández             | Halbfinale      |
| 04. | Byron Black Rennae Stubbs            | Achtelfinale    |
| 05. | Andrei Olchowski Jewgenija Manjukowa | Viertelfinale   |
| 06. | Paul Haarhuis Natalija Medwedjewa    | Viertelfinale   |
| 07. | Patrick Galbraith Elna Reinach       | Achtelfinale    |
| 08. | Lan Bale Amanda Coetzer              | 2. Runde        |

| Nr. | Paarung                         | Erreichte Runde |
| --- | ------------------------------- | --------------- |
| 09. | John Fitzgerald Manon Bollegraf | 2. Runde        |
| 10. | Olivier Delaître Julie Halard   | Achtelfinale    |
| 11. | Trevor Kronemann Zina Garrison  | Achtelfinale    |
| 12. | Rick Leach Natallja Swerawa     | 2. Runde        |
| 13. | Greg Van Emburgh Nicole Arendt  | Achtelfinale    |
| 14. | Luke Jensen Brenda Schultz      | Viertelfinale   |
| 15. | Gary Muller Linda Harvey-Wild   | 2. Runde        |
| 16. |                                 | Rückzug         |